# Кубла (рід)
Кубла (Dryoscopus) — рід горобцеподібних птахів родини гладіаторових (Malaconotidae). Представники цього роду мешкають в Африці на південь від Сахари.

## Опис
Середня довжина представників роду Кубла становить 13,5-19 см, вага 13-44 г. Їм притаманний статевий диморфізм. Самці кубл мають на спинах та гузках довгі, світлі та пухкі пера, які під час сезону розмноження стають дибки так, що птах формою нагадуватиме кулю.

## Види
Виділяють шість видів:
- Кубла північна (Dryoscopus gambensis)
- Кубла мала (Dryoscopus pringlii)
- Кубла строката (Dryoscopus cubla)
- Кубла червоноока (Dryoscopus senegalensis)
- Кубла сіра (Dryoscopus angolensis)
- Кубла товстодзьоба (Dryoscopus sabini)

## Етимологія
Наукова назва роду Dryoscopus походить від сполучення слів дав.-гр. δρυς — дерево і дав.-гр. σκοπος — споглядати.